# Вјенцеслав Новак
Вјенцеслав Новак (Сењ, 11. септембар 1859 – Загреб, 20. септембар 1905) био је хрватски књижевник, новинар, музички критичар и педагог.

## Биографија (приватни живот)
Рођен је у досељеничкој чешкој породици. Отац Вјенцеслава Новака, Јосип, био је пореклом Чех, а у Сењ се доселио јер се бавио трговином. И свога сина је планирао усмерити према трговини, али Вјенцеслав то није желео. Мајка Ивка била је пореклом из Баварске.
Био је јако млад када се оженио. Породица Новак је живела скромно у малом стану, иако их је било пуно. Имао је седморо деце, па је увек напорно радио како би могао прехранити породицу. Иако је боловао од туберкулозе, дању је радио у државној служби, а ноћи је проводио пишући.
Смрт га је затекла једне ноћи док је припремао рукопис за штампу.

## Биографија (школовање и посао)
Након завршене учитељске школе вратио се у Сењ где је две године радио као учитељ у основној школи.
Године 1897. завршио је музичке студије у Прагу. Исте године је стигао у Загреб и почео је са радом у учитељској школи као професор музике. Те исте године добио је посао у сењској реалној гимназији у којој је постао главни учитељ. Већ тада је почео полако обољевати од туберкулозе од које је на крају и умро 1905. године.

## Књижевни рад
Књижевношћу се почео бавити 1881. године када је написао своју прву приповетку Маца. Писао је романе, приповетке, песме, критике, фељтоне, рецензије, драмске покушаје и расправе везане за музику.
Од 1888. године посветио се уз књижевност и музичкој делатности. Написао је први хрватски музички уџбеник.
На почетку своје књижевне каријере писао је романтичне приповетке да би већ пред крај свог живота писао модерну психолошку прозу.
У својим делима је приказао како живе сви слојеви хрватског друштва. Откривао је психологију људи и бавио се темама везаним за љубав као што су брак и родитељство. Говорио је о трагичној страни људског живота. Имао је велику емпатију према другим људима и њиховим невољама. Све се то види у његовим делима која су пуна речи емпатије, милости и хуманости.
У хрватску књижевност је по први пута унео приказ малог човека који пати, који је понижен. Његове теме често су везане за животе људи у граду, за животе сиромашних људи и ђака.
За време свог кратког живота написао је седам романа и око сто приповедака. Писао је у време реализма па због тога његова дела дају реалну слику света приказујући га онаквим какав он и јесте.
Такође, у делима је често спомињао Сењ, посебно у делу Посљедњи Стипанчићи. Преносио је како су Сењани увек бранили домовину, а носила их је неописива жеља за победом.
Волео је проучавати свет око себе и људе који су му припадали, а све оно занимљиво што би приметио волео је забележити у своју бележницу коју је увек носио са собом. У својим делима споменуо је готово све друштвене класе времена у којем је живио.

## Књижевна дела

### Романи
- Павао Шегота
- Посљедњи Стипанчићи
- Два свијета
- Тито Дорчић
- Под Нехајем
- Никола Баретић
- Подгорске приповијести[1]

### Приповетке
- Из велеградског подземља
- Незаситност и биједа
- У глиб
- Приповијест о Марцелу Ременићу
- Мајстор Адам[1]